# Віла-Франка-де-Шира
Ві́ла-Фра́нка-де-Ши́ра (порт. Vila Franca de Xira; МФА: [ˈvi.ɫɐ ˈfɾɐ̃.kɐ dɨ ˈʃi.ɾɐ], Ві́ла-Фра́нка-ди-Ши́ра) — муніципалітет і містечко в Португалії, в окрузі Лісабон. Розташований у західній частині країни, на березі Атлантичного океану, на теренах історичної португальської провінції Ештремадура. Належить до Лісабонського патріархату Католицької церкви в Португалії. Права міського самоврядування має з 1212 року. Поділяється на 6 парафій. За адміністративним поділом, чинним до 1976 року, був складовою провінції Рібатежу. Площа муніципалітету — 318,19 км², населення муніципалітету — 136886 ос. (2011); густота населення — 430,2 осіб/км²
. Патрон — святий Вікентій. Святковий день муніципалітету — 1-й четвер після Вознесіння. Поштовий індекс — 2600.  Код місцевої адміністративної одиниці — 1114. Складова статистичного регіону Лісабон.

## Назва
- Віла-Франка-де-Шира (порт. Vila Franca de Xira, стара орфографія: порт. Villa Franca de Xira) — сучасна португальська назва.

## Географія
Віла-Франка-де-Шира розташована на заході Португалії, на сході округу Лісабон.
Віла-Франка-де-Шира межує на півночі з муніципалітетами Аленкер і Азамбужа, на сході — з муніципалітетом Бенавенте, на заході — з муніципалітетом Лореш, на північному заході — з муніципалітетом Арруда-душ-Вінюш.

## Історія
1212 року португальський король Афонсу II надав Віла-Франка-де-Шірі форал, яким визнав за поселенням статус містечка та муніципальні самоврядні права.
На місці сучасного муніциапалітету Віли-Франка-де-Шира упродовж Середньовіччя і до середини 19 століття існували чотири різних муніципалітети — Повуш (сьогодні це місцевість міської громади Віли-Франка-де-Шіра), Алверка, Альяндра і Віла-Франка; хоча у 1855 усі вони були об'єднані у район Віли-Франка-де-Шира.

## Населення
| Кількість мешканців | Кількість мешканців | Кількість мешканців | Кількість мешканців | Кількість мешканців | Кількість мешканців | Кількість мешканців | Кількість мешканців | Кількість мешканців | Кількість мешканців | Кількість мешканців | Кількість мешканців | Кількість мешканців | Кількість мешканців | Кількість мешканців |
| ------------------- | ------------------- | ------------------- | ------------------- | ------------------- | ------------------- | ------------------- | ------------------- | ------------------- | ------------------- | ------------------- | ------------------- | ------------------- | ------------------- | ------------------- |
| 1864                | 1878                | 1890                | 1900                | 1911                | 1920                | 1930                | 1940                | 1950                | 1960                | 1970                | 1981                | 1991                | 2001                | 2011                |
| 13 622              | 14 731              | 14 277              | 15 766              | 19 043              | 21 349              | 24 053              | 28 275              | 32 724              | 40 594              | 53 963              | 88 193              | 103 571             | 122 908             | 136 886             |

## Парафії
- Аляндра
- Алверка-ду-Рібатежу
- Віалонга
- Віла-Франка-де-Шира
- Кашуейраш
- Каляндріш
- Каштаньєйра-ду-Рібатежу
- Повуа-де-Санта-Ірія
- Сан-Жуан-душ-Монтеш
- Собраліню
- Форте-да-Каза

## Економіка, побут, транспорт
Економіка району представлена сільським господарством, харчовою промисловістю, торгівлею, транспортом, цементною, хімічною та металообробною промисловістю, а також будівництвом.
Щороку в місті проводяться дві ярмарки: Colete Encarnado — у перші вихідні липня та Feira de Outubro — впродовж першого тижня жовтня. Останній сьогодні називають Ярмарком образотворчого мистецтва (порт. Feira de Artesanato).
Місто як і муніципалітет в цілому має добре розвинуту транспортну мережу, з'єднану з Лісабоном залізницею (Лінія Азамбужі) і платною швидкісною автомагістраллю А-1.

## Уродженці
- Іван Кавалейру (*1993) — відомий португальський футболіст, нападник.
- Рафа Сілва (*1993) — відомий португальський футболіст, півзахисник.
- Алвес Редол (1911—1969) — відомий португальський письменник, драматург, журналіст і сценарист; яскравий представник неореалізму в португальській літературі.

## Галерея

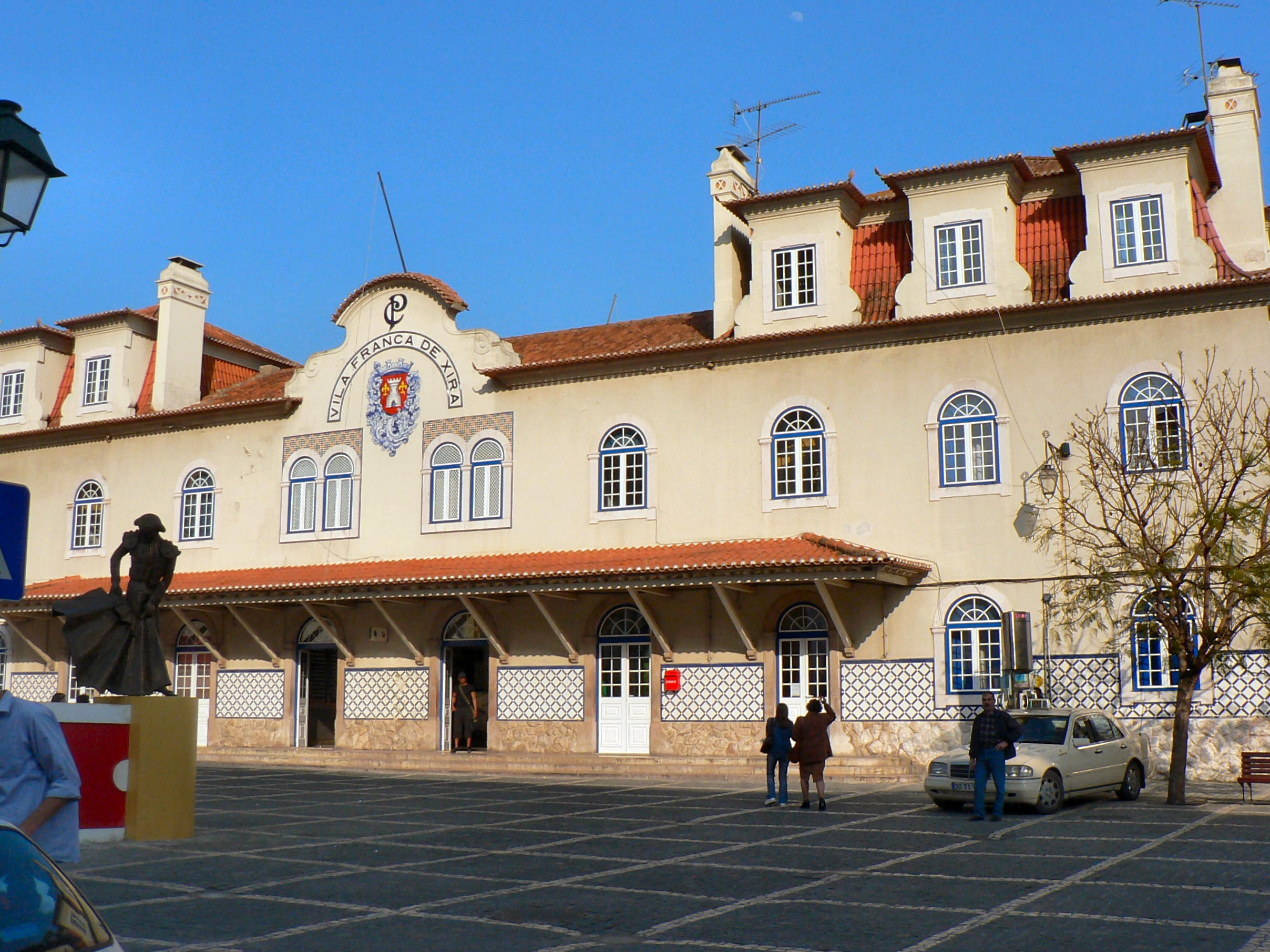
Залізнична станція
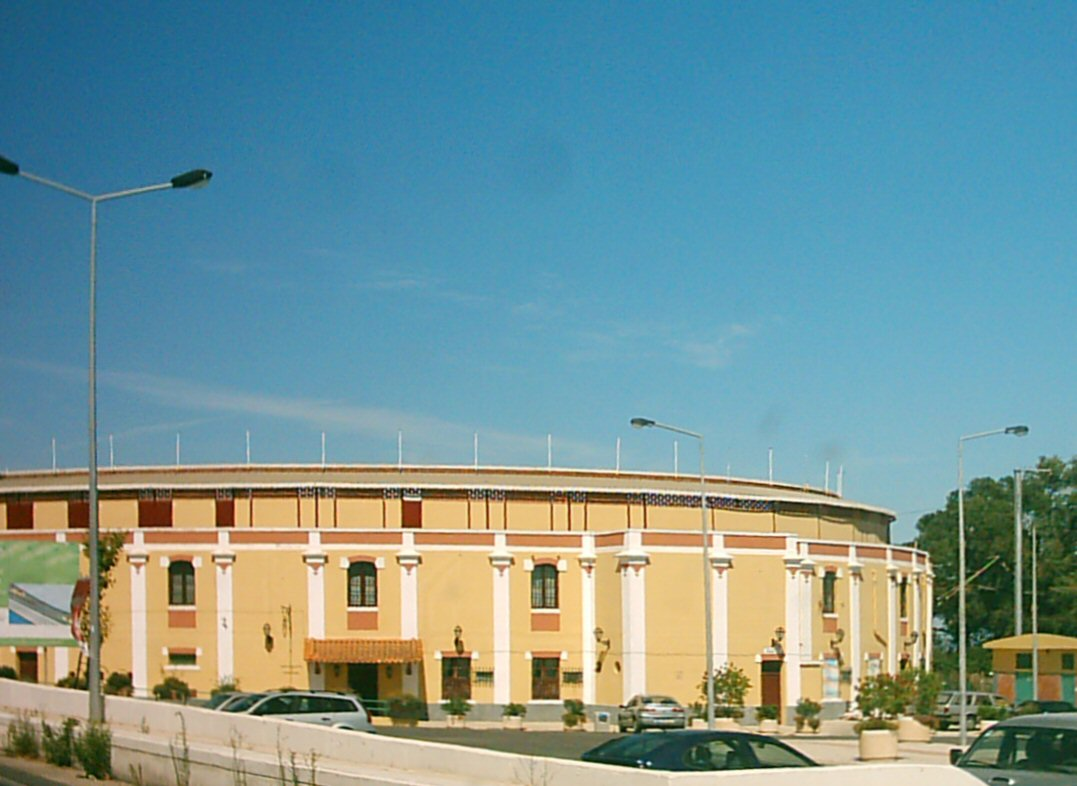
Арена проведення торад